# 샘터
《월간 샘터》는 샘터사에서 간행하는 대한민국의 교양 잡지이다. 법정, 이해인, 정채봉 등의 글과 대한민국 최장기 연재소설인 최인호의 가족 등이 연재되었다. 특히 일선 군부대에 진중문고로 배포되어 널리 읽힌다.

## 개요
1970년 4월에 대한민국 월간 잡지로 창간했다. 같은 해 3월 샘터사를 창립한 김재순(金在淳) 발행인의 뜻을 바탕으로 평범한 사람들의 행복을 추구하며, 국내 최장수 월간 교양지로서 50년 동안 오직 사람과 삶을 우선으로 좇아 따뜻한 세상과 아름다운 나눔을 실천하기 위한 노력을 지켜오고 있다.
현재는 김재순 의원의 아들인 김성구 발행인이 샘터사를 운영하며 발행인으로 활동 중이다. 여러 해 잡지 발간을 지속하며 재정난으로 598호인 2019년 12월호를 마지막으로 무기한 휴간을 알렸다. 관련 소식이 세간에 보도된 직후 독자들의 자발적인 정기구독신청과 후원으로 휴간 위기를 넘기고 2020년에는 샘터 50주년 기념판을 발행하며 출판되고 있다.

## 같이 보기
- 샘터사